# Riadh Chninni
Riadh Chninni (* 15. März 1997) ist ein tunesischer Leichtathlet, der sich auf den 800-Meter-Lauf spezialisiert hat.

## Sportliche Laufbahn
Riadh Chninni nahm erstmals 2013 bei den U18-Weltmeisterschaften in Donezk in einem internationalen Rennen über 800 Meter teil. Dabei lief er eine Zeit von 1:58,77 min, womit er als Achter seines Laufs ausschied. Bis 2016 verbesserte er seine Zeit um mehr als zehn Sekunden bis auf 1:47,11 min, die er im Halbfinale der U20-Weltmeisterschaften in Bydgoszcz lief. Im Finale einen Tag später, blieb er knapp hinter dieser Zeit zurück und belegte im Ziel den sechsten Platz. Über 1500 Meter schied er im Vorlauf aus. Zuvor gewann er im Mai Gold bei den Arabischen-Leichtathletik-Juniorenmeisterschaften in Algerien, neben den 800 auch über die 1500 Meter. Bei den U23-Mittelmeerspielen in seiner tunesischen Heimat gewann er die Silbermedaille über 800 Meter und Gold mit der 4-mal-400-Meter-Staffel.
Im Mai 2017 gewann Chninni die Silbermedaille bei den Islamic Solidarity Games in Baku mit persönlicher Bestleistung von 1:46,24 min. Zwei Monate später gewann er die Bronzemedaille bei den Spielen der Frankophonie in der Elfenbeinküste. Anfang Juni 2018 nahm er zum zweiten Mal bei U23-Mittelmeerspielen teil. Dabei gewann er über 800 Meter und erneut mit der Staffel 2 Silbermedaillen. Noch im selben Monat trat er bei den Mittelmeerspielen der Erwachsenen, im spanischen Tarragona, an. Dabei gelang ihm der Einzug in das Finale, in dem er mit 1:50,51 min den achten Platz belegte. Anschließend ging er auch bei den Afrikameisterschaften in Nigeria über 800 Meter an den Start. Auch dort gelang ihm der Einzug in das Finale, in dem er abgeschlagen auf dem letzten Platz landete. Anfang 2019 nahm Chninni an seinen ersten Wettkämpfen in der Halle teil. Im Februar lief er in Ostrava in 1:48,30 min Hallenbestleistung. Nachdem er im Laufe der Saison Zeiten in der Nähe seiner Bestleistung lief, nahm er im August an den Afrikaspielen in Rabat teil. Nach überstandenem Vorlauf, scheiterte er als Fünfter seines Halbfinallaufs knapp am Einzug in das Finale. 2022 startete Chninni zum zweiten Mal bei den Afrikameisterschaften. Wie schon 2018, konnte er über 800 Meter das Finale erreichen, das er als Sechster beendete. Nu einen Tag später trat er auch im Vorlauf der 1500 Meter an, kam als Neunter seines Laufes allerdings nicht in das Finale. Anschließend wurde er erneut tunesischer Meister im 800-Meter-Lauf, bevor er im Nachbarland Algerien bei den Mittelmeerspielen an den Start ging. Zunächst bestritt er das Finale über 1500 Meter, das er als Sechster beendete. Nur einen Tag später, bestritt er dann das Finale über 800 Meter, das er in neuer Bestzeit von 1:45,46 min als Fünfter beendete.

## Wichtige Wettbewerbe
| Jahr                 | Veranstaltung           | Ort                  | Platz                | Disziplin            | Zeit                 |
| Startet für Tunesien | Startet für Tunesien    | Startet für Tunesien | Startet für Tunesien | Startet für Tunesien | Startet für Tunesien |
| -------------------- | ----------------------- | -------------------- | -------------------- | -------------------- | -------------------- |
| 2013                 | U18-Weltmeisterschaften | Donezk               | 35.                  | 800 m                | 1:58,77 min          |
| 2016                 | U20-Weltmeisterschaften | Bydgoszcz            | 6.                   | 800 m                | 1:47,38 min          |
| 2016                 | U20-Weltmeisterschaften | Bydgoszcz            |                      | 1500 m               | 3:47,84 min          |
| 2018                 | Mittelmeerspiele        | Tarragona            | 8.                   | 800 m                | 1:50,51 min          |
| 2018                 | Afrikameisterschaften   | Asaba                | 8.                   | 800 m                | 1:51,46 min          |
| 2019                 | Afrikaspiele            | Rabat                | 9.                   | 800 m                | 1:48,43 min          |
| 2022                 | Afrikameisterschaften   | Port Louis           | 6.                   | 800 m                | 1:46,91 min          |
| 2022                 | Afrikameisterschaften   | Port Louis           | 13.                  | 1500 m               | 3:47,16 min          |
| 2022                 | Mittelmeerspiele        | Oran                 | 6.                   | 1500 m               | 3:43,64 min          |
| 2022                 | Mittelmeerspiele        | Oran                 | 5.                   | 800 m                | 1:45,46 min          |

## Persönliche Bestleistungen
Freiluft
- 800 m: 1:45,46 min, 3. Juli 2022, Oran
- 1000 m: 2:24,95 min, 10. April 2022, Maisons-Alfort
- 1500 m: 3:41,20 min, 28. Mai 2022, Lucca

Halle
- 800 m: 1:48,30 min, 12. Februar 2019, Ostrava